# Lawrence Daniel Huculak

Bischofswappen von Lawrence Huculak

Lawrence Daniel Huculak OSBM (* 25. Januar 1951 in Vernon, Kanada) ist ein kanadischer Geistlicher und ukrainisch griechisch-katholischer Erzbischof von Winnipeg.

## Leben
Lawrence Daniel Huculak wurde in der westkanadischen Kleinstadt Vernon im Jahre 1951 geboren. Mit 18 Jahren trat Huculak dem Basilianerorden des hl. Josaphat Kunzewitsch bei. Seine erste Profess legte er am 3. September 1972 ab. Nach der ewigen Profess am 26. Juni 1977 empfing er am 28. August 1977 durch den Bischof von New Westminster, Jeronim Isidor Chimy OSBM, die Priesterweihe.
Die Ernennung zum Bischof der ukrainisch griechisch-katholischen Eparchie Edmonton erfolgte am 16. Dezember 1996. Am 3. April 1997 spendete ihm der Erzbischof von Winnipeg, Michael Bzdel CSsR, die Bischofsweihe. Mitkonsekratoren waren der Bischof von New Westminster, Severian Stefan Yakymyshyn, und der Bischof von Saskatoon, Cornelius John Pasichny. Die Inthronisation fand am 6. April 1997 in Edmonton statt.
Zum Erzbischof von Winnipeg wurde Lawrence Daniel Huculak am 9. Januar 2006 bestellt. Die feierliche Inthronisation fand am 11. Februar 2006 statt.
Lawrence Daniel Huculak war Hauptkonsekrator bei den Bischofsweihen von Kenneth Anthony Adam Nowakowski, Daniel Kozelinski Netto und Bryan Joseph Bayda sowie Mitkonsekrator bei den Weihen von Paul Patrick Chomnycky und David Motiuk.
Am 8. Juli 2020 berief ihn Papst Franziskus zum Mitglied des Päpstlichen Rates für den Interreligiösen Dialog.
Vom 28. April 2022 bis zum 21. Januar 2024 verwaltete er zudem als Apostolischer Administrator die vakante Eparchie Saskatoon.